# Rue Philippe-Gonnard
Pour les articles homonymes, voir Gonnard.
La rue Philippe-Gonnard est une voie du quartier des Chartreux dans le 1er arrondissement de Lyon, en France.

## Situation et accès
La rue débute rue Pierre-Dupont et aboutit cours Général-Giraud. La rue Duroc finit sur cette rue. La circulation est dans le sens inverse de la numérotation et à double-sens cyclable avec un stationnement des deux côtés.

## Origine du nom
Le nom de la rue vient de Philippe Gonnard (1873-1916) professeur d'histoire lyonnais tué à la bataille de Verdun.

## Histoire
La rue est ouverte vers 1840 en même temps que les rues Pierre-Dupont et Duroc et portait autrefois le nom de rue coudée par rapport à sa configuration. Elle prend son nom actuel par décision du conseil municipal du 13 mai 1918.